# Presses universitaires de Lyon
Pour les articles homonymes, voir PUL.
 (août 2025).
Les Presses universitaires de Lyon (PUL) sont une maison d'édition universitaire française spécialisée en sciences humaines, émanant de l'université Lumière-Lyon-II.
Créées en 1976, elles proposent un catalogue d'environ 1 000 titres, avec une quinzaine de nouveautés par an. Cet éditeur propose des livres en ligne, en accès ouvert.
Leur catalogue couvre de nombreux champs des sciences sociales en lien direct avec les enseignements de l'université Lumière-Lyon-II, tels que la sociologie, l'anthropologie, la littérature ou encore les études sur le genre.

## Principales collections

### «Actions collectives»
Qu'il s'agisse de mobilisation protestataire, d'action syndicale, d'engagement associatif ou humanitaire, que leurs expressions soient perturbatrices ou pacifiques, qu'elles se déploient ici ou ailleurs, qu'elles se conjuguent au passé ou s'inscrivent dans le présent, les actions collectives seront abordées en restituant leur ancrage dans des contextes historiques précis et dans des rapports sociaux plus larges.

### «Autofictions,etc.»
Depuis l’invention du mot par Serge Doubrovsky à la fin des années soixante-dix, écrivains et artistes ont usé et abusé de l’autofiction sous toutes ses formes. Dans les livres et entre les lignes, à l’ombre du cinéma ou dans le noir et blanc des photographies, sous les feux de la rampe même, le besoin d’en découdre avec son moi a pris de l’ampleur. Cette collection publie à la fois des essais et des autofictions rares, inédites ou épuisées.

### «Ida y vuelta / aller-retour»
« Ida y vuelta / aller-retour » est une collection bilingue qui propose des traductions inédites de textes en langue espagnole (nouvelles, poèmes, essais, témoignages, romans), venus d'Espagne ou d'Amérique latine.

### «Littérature et idéologies»
« Littérature et idéologies » est consacrée aux XVIIIe, XIXe et XXe siècles, propose des ouvrages collectifs et des essais revisitant la production littéraire en tant qu’elle est impliquée dans la formation, dans l’expression et dans la diffusion des représentations sociales et des mouvements d’idées collectifs.

### «Nouvelles écritures de l'anthropologie»
« Nouvelles écritures de l'anthropologie » met en avant des démarches de recherche et des formes de restitution non seulement originales mais novatrices, en prenant le parti d’associer les disciplines et les pratiques, les médias et les styles, au confluent du sensible et du scientifique.

### «Le vif du sujet»
« Le vif du sujet » est une collection de cinéma qui se pense comme un laboratoire théorique des films et des idées et s'intéresse à des œuvres qui, par invention formelle, rupture esthétique ou risque politique ont su déplacer notre regard sur le monde, sur le cinéma et sur l’art.

### «Sexualités»
Pour le chercheur en sciences humaines et sociales, étudier la sexualité, au-delà des pratiques physiques, c’est tenter de définir les constructions sociales qui mettent en forme et en ordre ces pratiques mais aussi les représentations, règles et normes qui les encadrent : c’est le sexe « pensé » et le sexe « agi ».

### «Sociologie urbaine»
« Sociologie urbaine » se présente comme la première collection qui soit dédiée à la sociologie urbaine[réf. nécessaire], un des champs de recherche les plus importants au sein de la sociologie aujourd’hui, alors que les questions urbaines (la ségrégation, la périurbanisation, la gentrification des quartiers anciens, la rénovation des grands ensembles, la gouvernance des villes, etc.) sont au cœur de nombreux débats tant scientifiques que politiques.

### Sources primaires (PUL)
1. ↑  Catalogue, sur le site des PUL.
2. ↑  « PUL - Actions collectives », sur presses.univ-lyon2.fr (consulté le 10 octobre 2019)
3. ↑  « PUL - Autofictions, etc. », sur presses.univ-lyon2.fr (consulté le 10 octobre 2019)
4. ↑  « PUL - Ida y vuelta / Aller-retour », sur presses.univ-lyon2.fr (consulté le 10 octobre 2019)
5. ↑  « PUL - Littérature et idéologies », sur presses.univ-lyon2.fr (consulté le 10 octobre 2019)
6. ↑  « PUL - Nouvelles écritures de l’anthropologie », sur presses.univ-lyon2.fr (consulté le 10 octobre 2019)
7. ↑  « PUL - Le vif du sujet », sur presses.univ-lyon2.fr (consulté le 10 octobre 2019)
8. ↑  « PUL - Sexualités », sur presses.univ-lyon2.fr (consulté le 10 octobre 2019)
9. ↑  « PUL - Sociologie urbaine », sur presses.univ-lyon2.fr (consulté le 10 octobre 2019)